# SN 2012O
SN 2012O – supernowa typu Ia, odkryta 18 stycznia 2012 roku w galaktyce NGC 4906. W momencie odkrycia miała maksymalną jasność 15,5m.